# Another One Bites the Dust
«Another One Bites the Dust» és una cançó del grup de rock Queen. Escrita pel baixista John Deacon, la cançó forma part de l'àlbum d'estudi The Game (1980). La cançó va ser un hit mundial, arribant al número 1 a la US Billboard Hot 100, al número 2 a les llistes de R&B i al Disco Top 100, i al número 7 a la UK Singles Chart. La cançó està acreditada com el senzill més venut de Queen, amb més de 7 milions de còpies venudes. Aquesta versió estava al lloc número 34 de la llista Billboard's All Time Top 100.

## Història
La línia de baix de John Deacon estava inspirada en la cançó "Good Times" del grup de disco Chic. En una entrevista amb New Musical Express, el cofundador de Chic Bernard Edwards va dir: "...aquella gravació de Queen va aparèixer perquè el baixista de Queen... va passar un temps amb nosaltres al nostre estudi".
Les sessions de gravació estaven produïdes per Reinhold Mack en Musicland Studios a Múnic (llavors Alemanya occidental) i consistia en Deacon tocant gairebé tots els instruments: baix, piano, guitarres (rítmica i principal) i les picades de mans. Roger Taylor va afegir un bucle d'un ritme amb la bateria i Brian May va contribuir amb sorolls fets amb la seva guitarra i un harmonitzador Eventide. No es van utilitzar sintetitzadors en la cançó: tots els efectes es van fer amb pianos, guitarres i timbals, amb el subseqüent revers de la cinta a diferents velocitats. Finalment, van afegir alguns efectes sonors amb l'harmonitzador per a més processament. L'efecte de l'harmonitzador es pot sentir clarament en la natura "arremolinada" d'abans de la primera frase de la cançó. Després d'anar a un concert de Queen a Los Angeles, Michael Jackson va suggerir a Freddie Mercury que "Another One Bites the Dust" fos llançada com a senzill. En les primeres actuacions en directe, el bateria Roger Taylor va fer les veus principals en la tornada; tanmateix, en la versió d'estudi les va fer Mercury. A mesura que la cançó esdevingué més coneguda, el grup va poder confiar que el públic cantés la tornada.
Als American Music Awards de 1981, el 30 de gener, "Another One Bites the Dust" va guanyar el premi al Senzill de Pop/Rock Preferit. La cançó també va fer que Queen fos nominat a un premi Grammy a la millor interpretació d'una cançó amb veu d'un duo o grup. El grup va perdre contra l'àlbum de Bob Seger Against the Wind. El videoclip d'"Another One Bites the Dust" es va gravar a Reunion Arena, a Dallas, Texas. Aquesta cançó sona quan els Chicago Bulls guanyen un partit com a locals.
El boxejador Floyd Mayweather, Jr. feia servir la cançó mentre entrava al ring contra Arturo Gatti com a manera de molestar els seguidors de Gatti que hi havia.

## Presumpte backmasking
A principis dels anys 1980, "Another One Bites the Dust" era una de les moltes cançons de rock que cristians evangelistes asseguraven que contenia missatges subliminals mitjançant una tècnica anomenada backmasking. Deien que la tornada, si sonava al revés, se sentia "Decide to smoke marijuana" ('Decideix-te a fumar marihuana'), "It's fun to smoke marijuana" ('És divertit fumar marihuana'), o "Start to smoke marijuana" ('comença a fumar marihuana'). Una portaveu de Hollywood Records (la discogràfica americana actual de Queen) ha negat que la cançó contingués un missatge amagat.